# Sofie Dokter
Sofie Dokter (Groningen, 19 december 2002) is een Nederlandse atlete, die gespecialiseerd is in de meerkamp. In deze discipline heeft zij inmiddels vier nationale titels op haar naam geschreven, waarvan één op de zevenkamp en drie op de vijfkamp. In deze laatste meerkampvorm behaalde zij in 2024 ook haar eerste grote internationale succes door op de wereldindoorkampioenschappen in Glasgow de bronzen medaille te veroveren. 
De atlete eindigde als beste Nederlandse op de zesde plek bij de zevenkamp tijdens de Olympische Spelen in Parijs in 2024. Daarvoor ontving ze de sportpenning van de gemeente Groningen.

## Club en privé
Dokter is lid van Groningen Atletiek en is de dochter van voormalig hoogspringster Hendrike Schut.

## Kampioenschappen

### Nationale kampioenschappen
Outdoor
| Onderdeel | Titel                | Jaar |
| --------- | -------------------- | ---- |
| zevenkamp | Nederlands kampioene | 2022 |

Indoor
| Onderdeel | Titel                | Jaar             |
| --------- | -------------------- | ---------------- |
| vijfkamp  | Nederlands kampioene | 2022, 2023, 2024 |

## Statistieken

### Persoonlijke records
Outdoor
| Onderdeel    | Prestatie          | Datum           | Plaats  |
| ------------ | ------------------ | --------------- | ------- |
| 200 m        | 23,46 s (+0,7 m/s) | 31 mei 2025     | Götzis  |
| 800 m        | 2.10,88            | 1 juni 2025     | Götzis  |
| 100 m horden | 13,50 s (-0,2 m/s) | 31 mei 2025     | Götzis  |
| hoogspringen | 1,89 m             | 13 juli 2023    | Espoo   |
| verspringen  | 6,56 m (+2,0 m/s)  | 3 augustus 2025 | Hengelo |
| kogelstoten  | 14,17 m            | 31 mei 2025     | Götzis  |
| speerwerpen  | 47,17 m            | 8 juni 2024     | Rome    |
| zevenkamp    | 6452 p             | 9 augustus 2024 | Parijs  |

Indoor
| Onderdeel    | Prestatie | Datum            | Plaats    |
| ------------ | --------- | ---------------- | --------- |
| 800 m        | 2.11,89   | 1 maart 2024     | Glasgow   |
| 60 m horden  | 8,26 s    | 9 maart 2025     | Apeldoorn |
| hoogspringen | 1,86 m    | 27 februari 2022 | Apeldoorn |
| verspringen  | 6,61 m    | 9 maart 2025     | Apeldoorn |
| kogelstoten  | 13,92 m   | 27 januari 2024  | Apeldoorn |
| vijfkamp     | 4826 p    | 9 maart 2025     | Apeldoorn |

### Opbouw persoonlijk record meerkamp en potentieel record op basis van persoonlijk records
In de tabel staat de uitsplitsing van het persoonlijk record op de zevenkamp. In de kolommen ernaast staat ook het potentieel record, met alle persoonlijke records op de losse onderdelen en de bijbehorende punten.
|              | Uitsplitsing PR | Uitsplitsing PR | Uitsplitsing PR |              | Potentieel record | Potentieel record |
| Onderdeel    | Prestatie       | Wind (m/s)      | Punten          | Pers. record | Punten            |                   |
| ------------ | --------------- | --------------- | --------------- | ------------ | ----------------- | ----------------- |
| 100 m horden | 13,50           | -0,2 m/s        | 1050            | 13,50        | 1050              |                   |
| hoogspringen | 1,86            |                 | 1054            | 1,89         | 1093              |                   |
| kogelstoten  | 14,17           |                 | 805             | 14,17        | 805               |                   |
| 200 m        | 23,46           | +0,7            | 1033            | 23,46        | 1033              |                   |
| verspringen  | 6,42            | +1,5            | 981             | 6,61         | 1043              |                   |
| speerwerpen  | 41,75           |                 | 701             | 47,17        | 805               |                   |
| 800 m        | 2.10,88         |                 | 952             | 2.10,88      | 952               |                   |
| Puntentotaal |                 |                 | 6576            |              | 6781              |                   |

## Palmares

### 100 m horden
- 2024: 5e NK - 13,87 s (+2,0 m/s)

### hoogspringen
- 2020: 6e NK indoor - 1,70 m
- 2021: 5e NK indoor - 1,70 m
- 2021: 5e Ter Specke Bokaal - 1,69 m
- 2021:  NK - 1,77 m
- 2022:  NK indoor - 1,86 m
- 2023:  NK indoor - 1,84 m
- 2024:  NK - 1,85 m
- 2025:  NK indoor - 1,82 m
- 2025:  Ter Specke Bokaal - 1,74 m

### verspringen
- 2023:  NK - 6,00 m (-0,5 m/s)
- 2024:  NK indoor - 6,31 m
- 2025:  NK - 6,56 (+2,0 m/s)

### vijfkamp
- 2021: 5e NK meerkamp indoor - 3968 p
- 2022:  NK indoor - 4263 p
- 2023:  NK indoor - 4603 p
- 2023: 4e EK indoor - 4499 p
- 2024:  NK indoor - 4553 p
- 2024:  WK indoor - 4571 p
- 2025:  EK indoor - 4826 p

### zevenkamp
- 2021:  EK U20 - 5878 p
- 2022: 11e Hypomeeting - 6090 p
- 2022:  NK - 6144 p
- 2022: 13e EK - 5811 p
- 2023: 7e Hypomeeting - 6321 p
- 2023:  EK U23 te Espoo - 6256 p
- 2023: 11e WK - 6192 p
- 2024: 5e EK - 6418 p
- 2024: 6e OS - 6452 p
- 2025:  Hypomeeting - 6576 p

## Onderscheidingen
. Sportpenning van de gemeente Groningen - 2024